# Ubi urbaniano
Ubi urbaniano es una encíclica del Papa Pío IX publicada el 30 de julio de 1864. 
Está dirigida a los obispos de Polonia y de las regiones bajo la dominación rusa, con el fin de deplorar las restricciones impuestas hacia la Iglesia católica en dicho país, y más específicamente la persecución y exilio de Zygmunt Felinski, arzobispo de Varsovia.
El exilio del prelado se había debido a una carta de protesta enviada al zar Alejandro II de Rusia en la que le solicitaba piedad para el pueblo polaco y la detención de la violencia, luego de la brutal represión realizada por los rusos a una revuelta ocurrida en enero de 1863. Cabe indicar que al llegar a Varsovia, el arzobispo Zygmunt Felinski había reconsagrado la catedral, profanada por los rusos el 15 de octubre de 1861, y reabierto todas las iglesias, a pesar de los constantes choques entre las fuerzas rusas y las fuerzas nacionalistas polacas, sufriendo desde esa época una constante campaña de difamación por parte de los rusos.